# Wapen van Zouteveen

Wapen van Zouteveen

Het wapen van Zouteveen werd op 7 oktober 1818 bij besluit van de Hoge Raad van Adel aan de gemeente Zouteveen in gebruik bevestigd. Deze was op 1 april 1817 afgesplitst van de gemeente Vlaardingen. Op 1 september 1855 werd de gemeente toegevoegd aan Vlaardingerambacht. Het wapen van Zouteveen is daardoor komen te vervallen. In het wapen van Vlaardingerambacht zijn geen elementen uit het wapen van Zouteveen overgenomen. Sinds 1 augustus 1941 maakt het een deel van het gebied waarin Zouteveen lag deel uit van de gemeente Vlaardingen. Een groter deel is overgegaan naar de gemeente Schipluiden, die in 2004 is opgegaan in de nieuwe gemeente Midden-Delfland.

## Blazoenering
De blazoenering van het wapen luidde als volgt:
Gevierendeeld, het eerste en vierde van goud beladen met een roode band, waarop 3 gouden sterren; het tweede en derde mede van goud, elk beladen met rooden banden.
De heraldische kleuren van het wapen zijn goud (geel) en keel (rood).

## Geschiedenis
Het wapen is afgeleid van dat van de ambachtsheerlijkheid Souteveen. Het wapen is een combinatie van de wapens van de geslachten Van Mathenesse en Van Azewijn, en is in 1688 verleend op verzoek van de toenmalige ambachtsheer, Johan van Mathenesse. Dit was een zoon van Adriaan van Mathenesse (1563-1621) en Odilia van Azewijn (†1596). Het heerlijkheidswapen was voorzien van een helm, een helmteken en ook twee schildhouders: heraldisch rechts, dus voor de toeschouwer links, een wildeman en heraldisch links een ijsbeer, beide van natuurlijke kleur. Bij de aanvraag van het gemeentewapen is verzocht om twee schildhouders, een Hercules en een ijsbeer, welke niet zijn verleend.

## Verwant wapen

Adriaan van Mathenesse (ca. 1565-1621) heer van Mathenesse, Riviere en Opmeer lid van de ridderschap van Holland en hoogheemraad van Schieland

Ter Aar
· Aarlanderveen
· Abbenbroek
· Abtsregt
· Alkemade
· Alphen
· Ameide
· Ammerstol
· Arkel
· Asperen
· Benthuizen
· Bergambacht
· Bergschenhoek
· Berkel en Rodenrijs
· Berkenwoude
· Bernisse
· Biert
· Binnenmaas
· Bleiswijk
· Bleskensgraaf
· Bleskensgraaf en Hofwegen
· Bodegraven
· Boskoop
· Brandwijk
· Brielle
· Broek, Thuil en 't Weegje
· Charlois
· Cillaarshoek
· Cromstrijen
· De Lier
· De Mijl
· Delfshaven
· Den Bommel
· Dirksland
· Driebruggen
· Dubbeldam
· Everdingen
· Geervliet
· Giessen-Nieuwkerk
· Giessenburg
· Giessendam
· Giessenlanden
· Goedereede
· Gouderak
· Goudriaan
· Goudswaard
· Graafstroom
· 's-Gravendeel
· 's-Gravenzande
· Groot-Ammers
· Groote Lindt
· Haastrecht
· Hagestein
· Hardinxveld
· Hazerswoude
· Heenvliet
· Heer Oudelands Ambacht
· Heerjansdam
· Hei- en Boeicop
· Heinenoord
· Hekelingen
· Hekendorp
· Herkingen
· Hillegersberg
· Hellevoetsluis
· Hodenpijl
· Hoek van Holland
· Hof van Delft
· Hoogblokland
· Hoornaar
· IJsselmonde
· Jacobswoude
· Kamerik
· Katendrecht
· Kedichem
· Kethel en Spaland
· Kijfhoek
· Klaaswaal
· Kleine Lindt
· Korendijk
· Koudekerk aan den Rijn
· Kralingen
· Krimpen aan de Lek
· Lange Ruige Weide
· Langerak
· Leerbroek
· Leerdam
· Leidschendam
· Leimuiden
· Lekkerkerk
· Lexmond
· Liemeer
· Loosduinen
· Liesveld
· Maasdam
· Maasland
· Meerkerk
· Melissant
· Middelharnis
· Mijnsheerenland
· Moerkapelle
· Molenaarsgraaf
· Molenwaard
· Monster
· Moordrecht
· Naaldwijk
· Nederlek
· Niemandsvriend
· Nieuw-Beijerland
· Nieuw-Helvoet
· Nieuw-Lekkerland
· Nieuwe-Tonge
· Nieuwenhoorn
· Nieuwerkerk aan den IJssel
· Nieuwland
· Nieuwpoort
· Nieuwveen
· Noordeloos
· Noordwijkerhout
· Nootdorp
· Numansdorp
· Onwaard
· Ooltgensplaat
· Oostflakkee
· Oostvoorne
· Ottoland
· Oud-Alblas
· Oud-Beijerland
· Ouddorp
· Oude-Tonge
· Oudenhoorn
· Ouderkerk
· Ouderkerk aan den IJssel
· Oudewater
· Oudshoorn
· Overschie
· Papekop
· Pernis
· Peursum
· Piershil
· Pijnacker
· Poortugaal
· Puttershoek
· Reeuwijk
· Rhoon
· Rijnsaterwoude
· Rijnsburg
· Rijnwoude
· Rijsoord
· Rockanje
· Roxenisse
· Rozenburg
· Sandelingen-Ambacht
· Sassenheim
· Schelluinen
· Schiebroek
· Schipluiden
· Schoonhoven
· Schoonrewoerd
· Schuddebeurs en Simonshaven
· Sint Anthoniepolder
· Sint Maartensregt
· Sluipwijk
· Sommelsdijk
· Spijkenisse
· Stad aan 't Haringvliet
· Stellendam
· Stolwijk
· Stompwijk
· Stormpolder
· Streefkerk
· Strevelshoek
· Strijen
· Ter Aar
· Tienhoven
· Valkenburg
· Veur
· Vianen
· Vierpolders
· Vlaardingerambacht
· Vliet
· Vlist
· Voorburg
· Voorhout
· Vrijenban
· Waarder
· Warmond
· Wateringen
· Westmaas
· Westvoorne
· Wieldrecht
· Wijngaarden
· Woerden
· Woubrugge
· 't Woudt
· Zederik
· Zegwaart
· Zevenhoven
· Zevenhuizen
· Zevenhuizen-Moerkapelle
· Zouteveen
· Zuid-Beijerland
· Zuidbroek
· Zuidland
· Zwammerdam
· Zwartewaal

Heerlijkheidswapens:
ter Aa
· Albrandswaard
· Biesland
· Cromstrijen
· Duivenvoorde
· 's-Gravenambacht
· Hoog- en Wout-Harnas
· Langerak bezuiden de Lek
· Lek en Stormpolder
· Nederslingeland
· West-Nieuwland
· Oosterwijk
· Spieringshoek
· Vliet
· Voshol
· Vrijenban
· Vrijenhoeve
· Wieldrecht